# Chi Chìa vôi
Chi Chìa vôi (danh pháp khoa học: Motacilla) là một chi chim trong họ Motacillidae.

## Các loài
- Chìa vôi núi hay chìa vôi đuôi dài, chìa vôi lưng xám (Motacilla clara)
- Chìa vôi Cape (Motacilla capensis)
- Đuôi ngắn São Tomé, mỏ dài Bocage hay chìa vôi São Tomé (Motacilla bocagii)
- Chìa vôi Madagascar (Motacilla flaviventris)
- Chìa vôi núi hay chìa vôi xám (Motacilla cinerea)[2]
- Chìa vôi vàng phương Tây (Motacilla flava)
- Chìa vôi vàng hay chìa vôi vàng phương Đông (Motacilla tschutschensis)[2]
- Chìa vôi đầu vàng (Motacilla citreola)[2]
- Chìa vôi mày trắng (Motacilla maderaspatensis)
- Chìa vôi Mê Kông (Motacilla samveasnae)[2]
- Chìa vôi Nhật Bản (Motacilla grandis)
- Chìa vôi trắng (Motacilla alba)[2] - cận ngành hoặc đa ngành.
- Chìa vôi khoang châu Phi (Motacilla aguimp).

## Phát sinh chủng loài
Cây phát sinh chủng loài trong phạm vi chi Motacilla dựa theo Alström et al. (2003), Alström et al. (2015), Drovetski et al. (2018), Harris et al. (2018), Ödeen et al. (2003), Outlaw et al. (2006).
|  | Motacilla clara    |
|  |                    |
|  | Motacilla capensis |
|  |                    |

|  | Motacilla bocagii      |
|  |                        |
|  | Motacilla flaviventris |
|  |                        |

|  | Motacilla clara    |
|  |                    |
|  | Motacilla capensis |
|  |                    |

|  | Motacilla bocagii      |
|  |                        |
|  | Motacilla flaviventris |
|  |                        |

|  | Motacilla flava                                                                 |
|  |                                                                                 |
|  | \| \| Motacilla citreola \| \| \| \| \| \| Motacilla tschutschensis \| \| \| \| |
|  |                                                                                 |
|  | Motacilla citreola                                                              |
|  |                                                                                 |
|  | Motacilla tschutschensis                                                        |
|  |                                                                                 |

|  | Motacilla citreola       |
|  |                          |
|  | Motacilla tschutschensis |
|  |                          |

|  | Motacilla flava                                                                 |
|  |                                                                                 |
|  | \| \| Motacilla citreola \| \| \| \| \| \| Motacilla tschutschensis \| \| \| \| |
|  |                                                                                 |
|  | Motacilla citreola                                                              |
|  |                                                                                 |
|  | Motacilla tschutschensis                                                        |
|  |                                                                                 |

|  | Motacilla citreola       |
|  |                          |
|  | Motacilla tschutschensis |
|  |                          |

|  | Motacilla maderaspatensis |
|  |                           |
|  | Motacilla samveasnae      |
|  |                           |

|  | Motacilla grandis                                                   |
|  |                                                                     |
|  | \| \| Motacilla alba \| \| \| \| \| \| Motacilla aguimp \| \| \| \| |
|  |                                                                     |
|  | Motacilla alba                                                      |
|  |                                                                     |
|  | Motacilla aguimp                                                    |
|  |                                                                     |

|  | Motacilla alba   |
|  |                  |
|  | Motacilla aguimp |
|  |                  |

|  | Motacilla maderaspatensis |
|  |                           |
|  | Motacilla samveasnae      |
|  |                           |

|  | Motacilla grandis                                                   |
|  |                                                                     |
|  | \| \| Motacilla alba \| \| \| \| \| \| Motacilla aguimp \| \| \| \| |
|  |                                                                     |
|  | Motacilla alba                                                      |
|  |                                                                     |
|  | Motacilla aguimp                                                    |
|  |                                                                     |

|  | Motacilla alba   |
|  |                  |
|  | Motacilla aguimp |
|  |                  |

|  | Motacilla flava                                                                 |
|  |                                                                                 |
|  | \| \| Motacilla citreola \| \| \| \| \| \| Motacilla tschutschensis \| \| \| \| |
|  |                                                                                 |
|  | Motacilla citreola                                                              |
|  |                                                                                 |
|  | Motacilla tschutschensis                                                        |
|  |                                                                                 |

|  | Motacilla citreola       |
|  |                          |
|  | Motacilla tschutschensis |
|  |                          |

|  | Motacilla flava                                                                 |
|  |                                                                                 |
|  | \| \| Motacilla citreola \| \| \| \| \| \| Motacilla tschutschensis \| \| \| \| |
|  |                                                                                 |
|  | Motacilla citreola                                                              |
|  |                                                                                 |
|  | Motacilla tschutschensis                                                        |
|  |                                                                                 |

|  | Motacilla citreola       |
|  |                          |
|  | Motacilla tschutschensis |
|  |                          |

|  | Motacilla maderaspatensis |
|  |                           |
|  | Motacilla samveasnae      |
|  |                           |

|  | Motacilla grandis                                                   |
|  |                                                                     |
|  | \| \| Motacilla alba \| \| \| \| \| \| Motacilla aguimp \| \| \| \| |
|  |                                                                     |
|  | Motacilla alba                                                      |
|  |                                                                     |
|  | Motacilla aguimp                                                    |
|  |                                                                     |

|  | Motacilla alba   |
|  |                  |
|  | Motacilla aguimp |
|  |                  |

|  | Motacilla maderaspatensis |
|  |                           |
|  | Motacilla samveasnae      |
|  |                           |

|  | Motacilla grandis                                                   |
|  |                                                                     |
|  | \| \| Motacilla alba \| \| \| \| \| \| Motacilla aguimp \| \| \| \| |
|  |                                                                     |
|  | Motacilla alba                                                      |
|  |                                                                     |
|  | Motacilla aguimp                                                    |
|  |                                                                     |

|  | Motacilla alba   |
|  |                  |
|  | Motacilla aguimp |
|  |                  |

|  | Motacilla clara    |
|  |                    |
|  | Motacilla capensis |
|  |                    |

|  | Motacilla bocagii      |
|  |                        |
|  | Motacilla flaviventris |
|  |                        |

|  | Motacilla clara    |
|  |                    |
|  | Motacilla capensis |
|  |                    |

|  | Motacilla bocagii      |
|  |                        |
|  | Motacilla flaviventris |
|  |                        |

|  | Motacilla flava                                                                 |
|  |                                                                                 |
|  | \| \| Motacilla citreola \| \| \| \| \| \| Motacilla tschutschensis \| \| \| \| |
|  |                                                                                 |
|  | Motacilla citreola                                                              |
|  |                                                                                 |
|  | Motacilla tschutschensis                                                        |
|  |                                                                                 |

|  | Motacilla citreola       |
|  |                          |
|  | Motacilla tschutschensis |
|  |                          |

|  | Motacilla flava                                                                 |
|  |                                                                                 |
|  | \| \| Motacilla citreola \| \| \| \| \| \| Motacilla tschutschensis \| \| \| \| |
|  |                                                                                 |
|  | Motacilla citreola                                                              |
|  |                                                                                 |
|  | Motacilla tschutschensis                                                        |
|  |                                                                                 |

|  | Motacilla citreola       |
|  |                          |
|  | Motacilla tschutschensis |
|  |                          |

|  | Motacilla maderaspatensis |
|  |                           |
|  | Motacilla samveasnae      |
|  |                           |

|  | Motacilla grandis                                                   |
|  |                                                                     |
|  | \| \| Motacilla alba \| \| \| \| \| \| Motacilla aguimp \| \| \| \| |
|  |                                                                     |
|  | Motacilla alba                                                      |
|  |                                                                     |
|  | Motacilla aguimp                                                    |
|  |                                                                     |

|  | Motacilla alba   |
|  |                  |
|  | Motacilla aguimp |
|  |                  |

|  | Motacilla maderaspatensis |
|  |                           |
|  | Motacilla samveasnae      |
|  |                           |

|  | Motacilla grandis                                                   |
|  |                                                                     |
|  | \| \| Motacilla alba \| \| \| \| \| \| Motacilla aguimp \| \| \| \| |
|  |                                                                     |
|  | Motacilla alba                                                      |
|  |                                                                     |
|  | Motacilla aguimp                                                    |
|  |                                                                     |

|  | Motacilla alba   |
|  |                  |
|  | Motacilla aguimp |
|  |                  |

|  | Motacilla flava                                                                 |
|  |                                                                                 |
|  | \| \| Motacilla citreola \| \| \| \| \| \| Motacilla tschutschensis \| \| \| \| |
|  |                                                                                 |
|  | Motacilla citreola                                                              |
|  |                                                                                 |
|  | Motacilla tschutschensis                                                        |
|  |                                                                                 |

|  | Motacilla citreola       |
|  |                          |
|  | Motacilla tschutschensis |
|  |                          |

|  | Motacilla flava                                                                 |
|  |                                                                                 |
|  | \| \| Motacilla citreola \| \| \| \| \| \| Motacilla tschutschensis \| \| \| \| |
|  |                                                                                 |
|  | Motacilla citreola                                                              |
|  |                                                                                 |
|  | Motacilla tschutschensis                                                        |
|  |                                                                                 |

|  | Motacilla citreola       |
|  |                          |
|  | Motacilla tschutschensis |
|  |                          |

|  | Motacilla maderaspatensis |
|  |                           |
|  | Motacilla samveasnae      |
|  |                           |

|  | Motacilla grandis                                                   |
|  |                                                                     |
|  | \| \| Motacilla alba \| \| \| \| \| \| Motacilla aguimp \| \| \| \| |
|  |                                                                     |
|  | Motacilla alba                                                      |
|  |                                                                     |
|  | Motacilla aguimp                                                    |
|  |                                                                     |

|  | Motacilla alba   |
|  |                  |
|  | Motacilla aguimp |
|  |                  |

|  | Motacilla maderaspatensis |
|  |                           |
|  | Motacilla samveasnae      |
|  |                           |

|  | Motacilla grandis                                                   |
|  |                                                                     |
|  | \| \| Motacilla alba \| \| \| \| \| \| Motacilla aguimp \| \| \| \| |
|  |                                                                     |
|  | Motacilla alba                                                      |
|  |                                                                     |
|  | Motacilla aguimp                                                    |
|  |                                                                     |

|  | Motacilla alba   |
|  |                  |
|  | Motacilla aguimp |
|  |                  |

## Thư viện ảnh

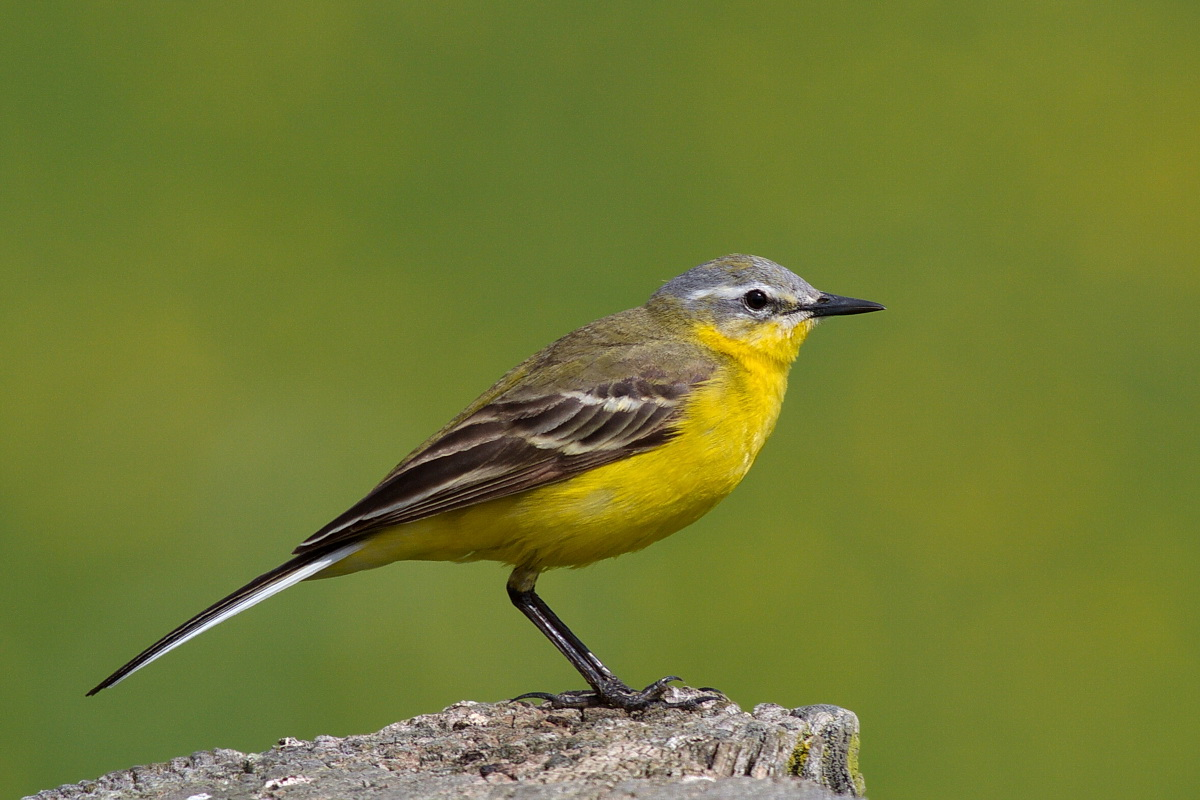
Motacilla flava.
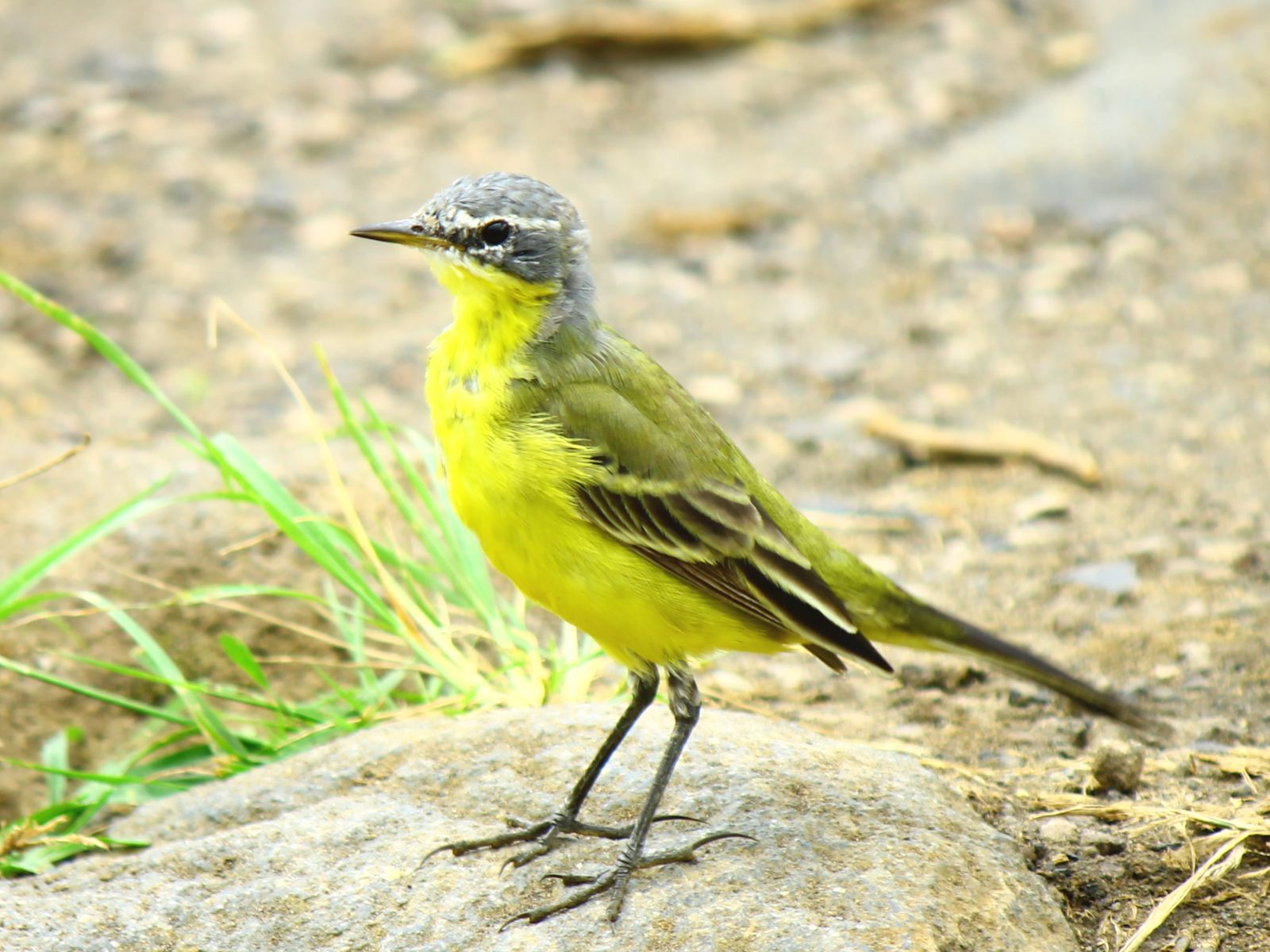
Motacilla tschutachensis.
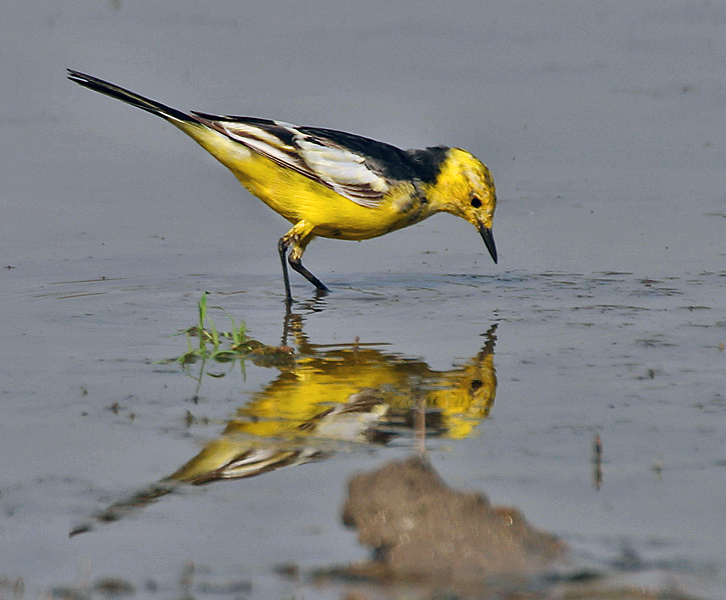
Motacilla citreola.
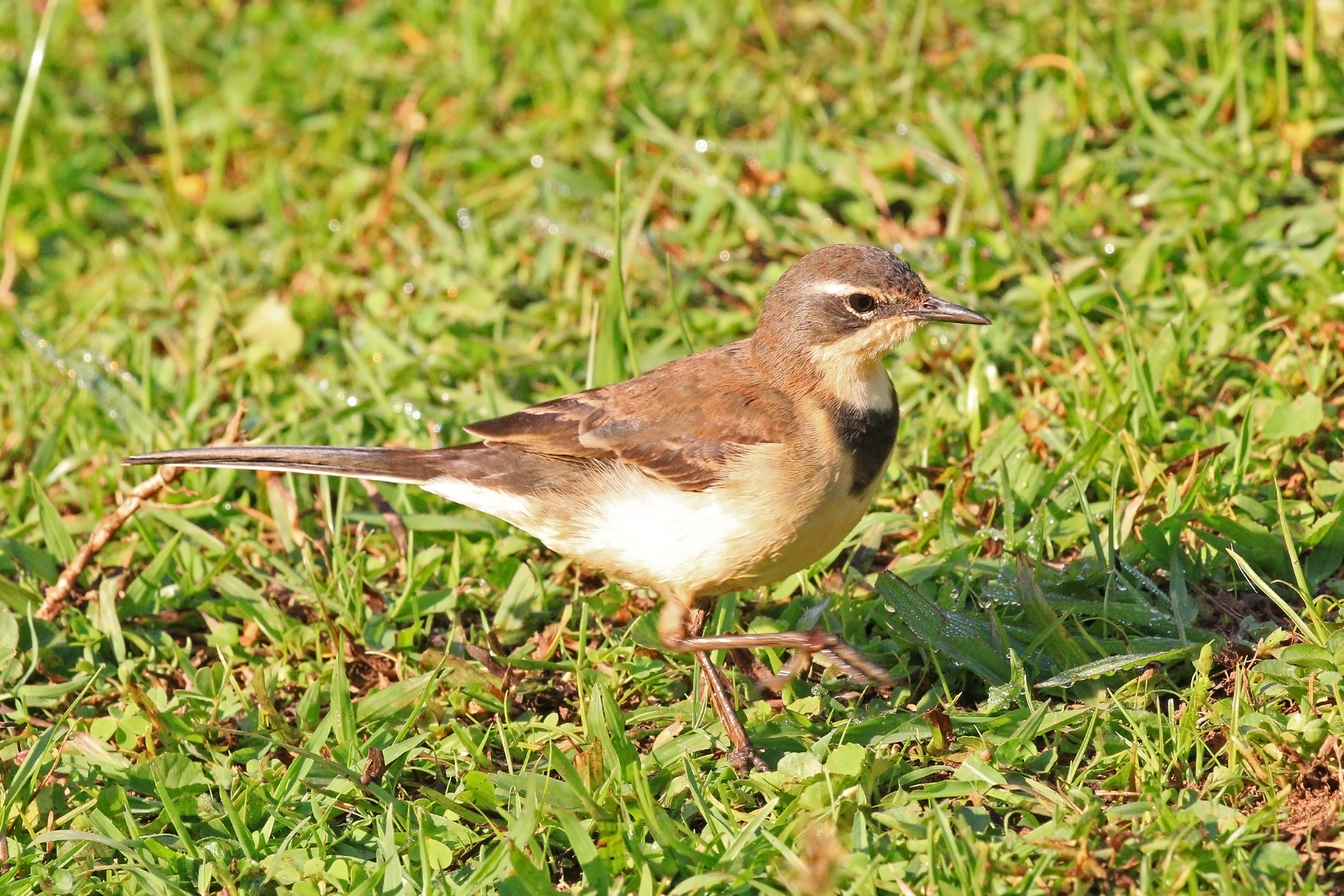
Motacilla capensis.
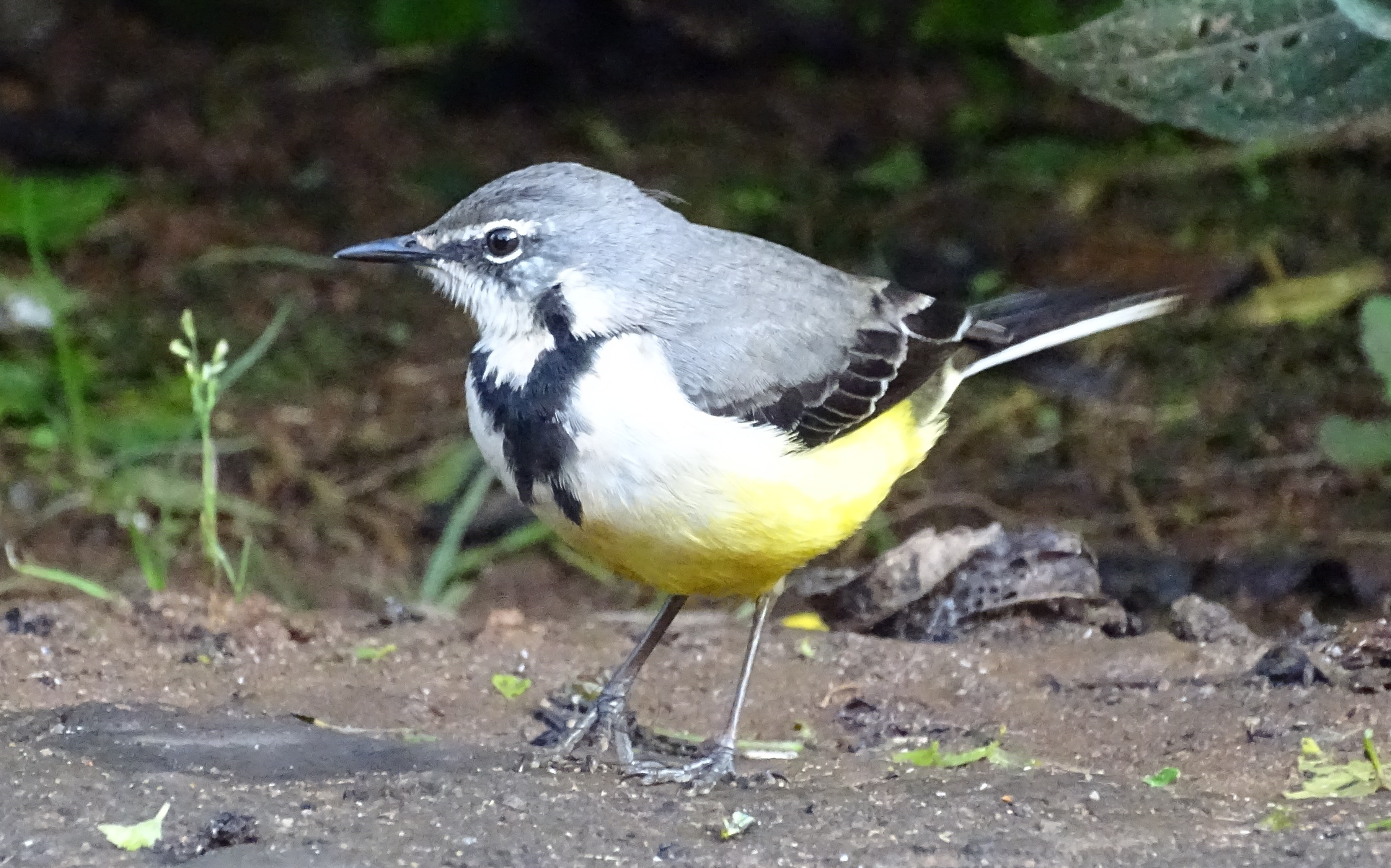
Motacilla flaviventris.
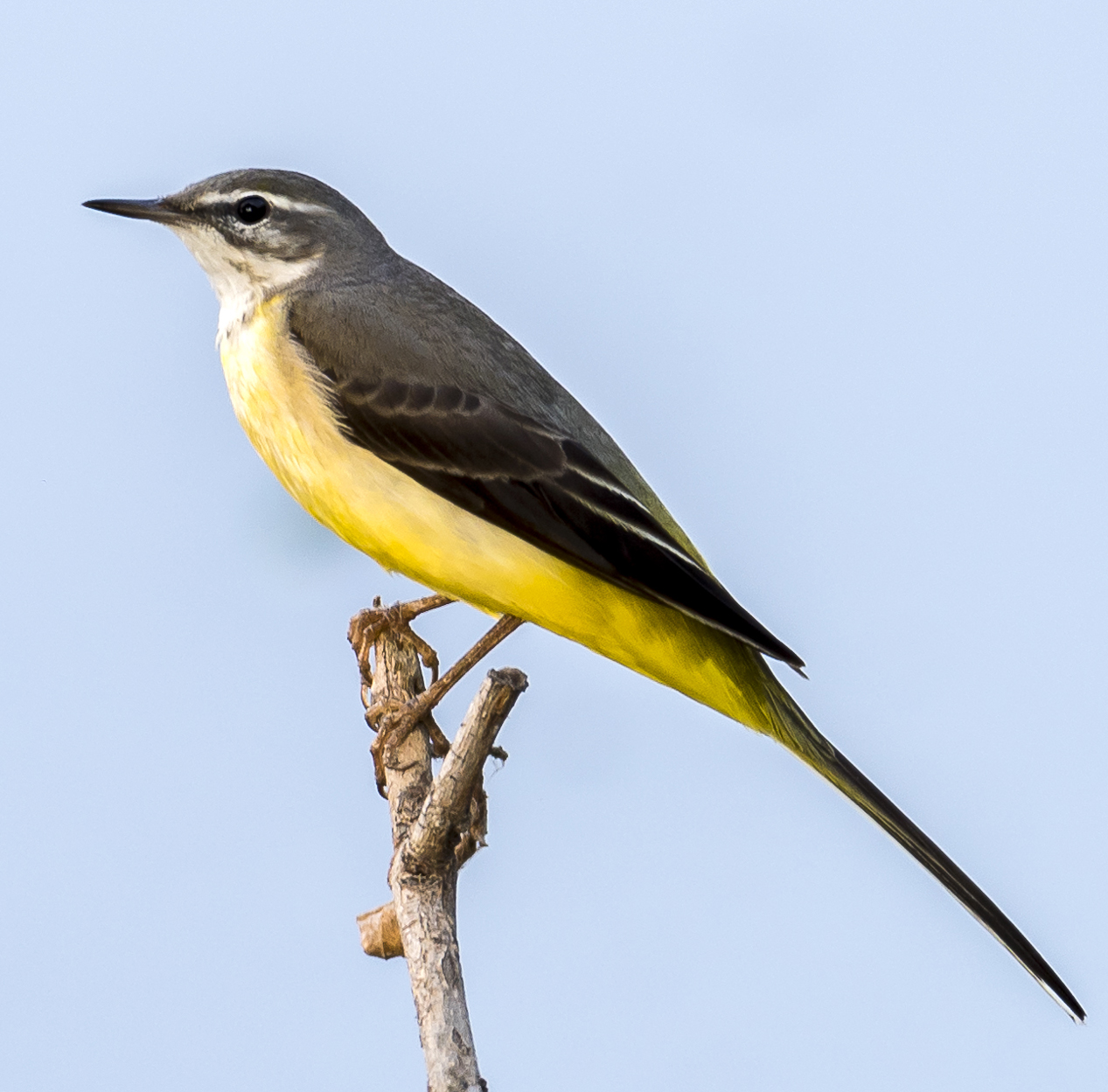
Motacilla cinerea.
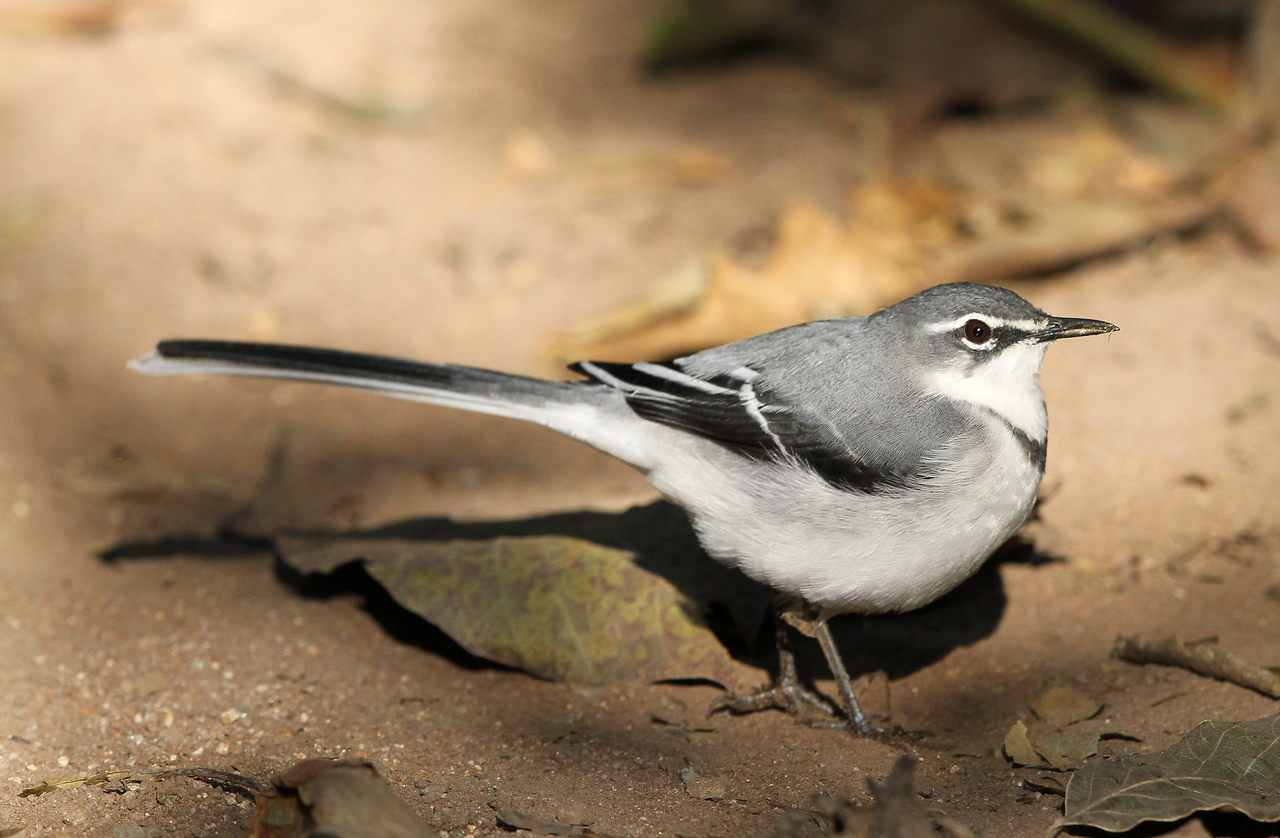
Motacilla clara.
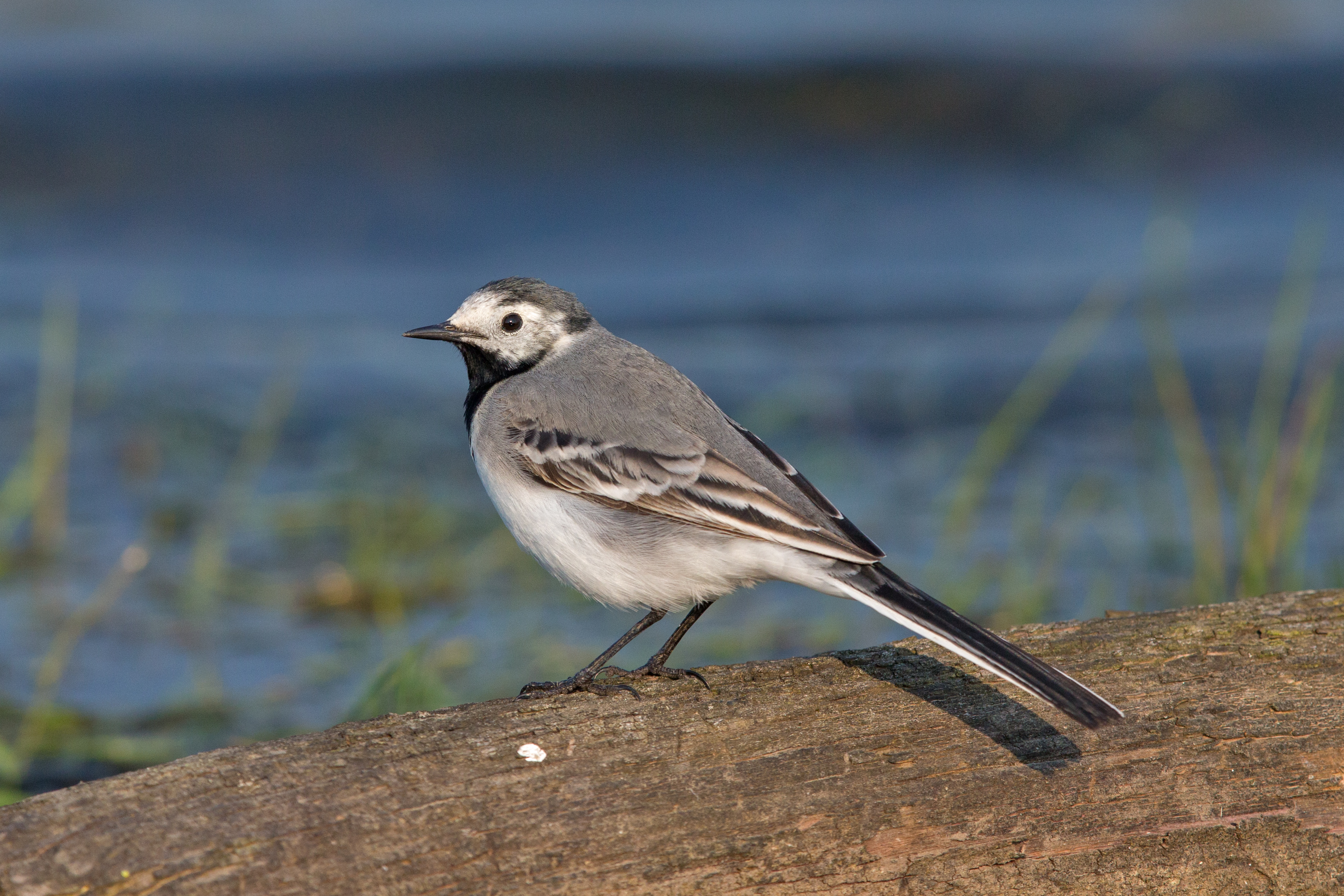
Motacilla alba.
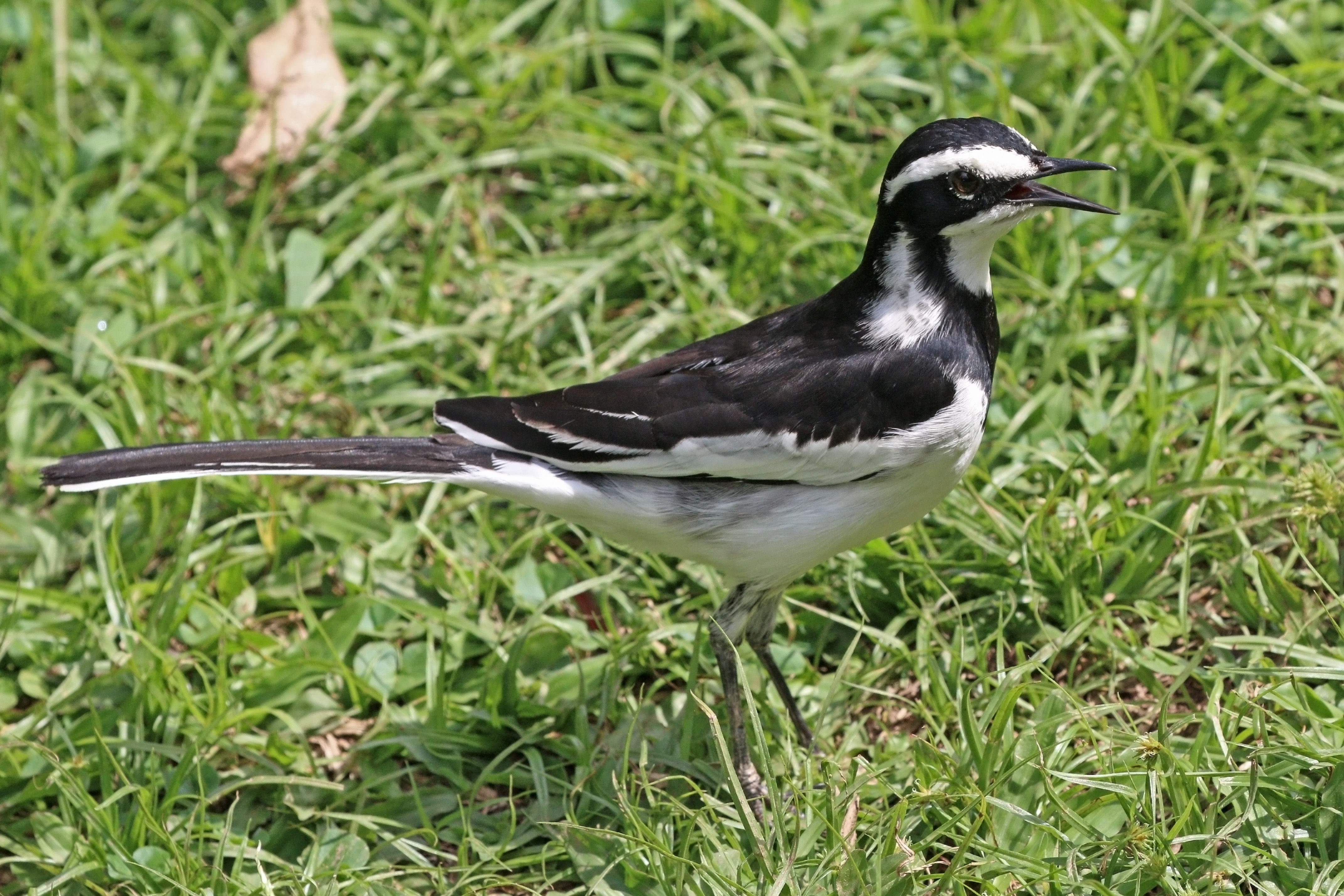
Motacilla aguimp.
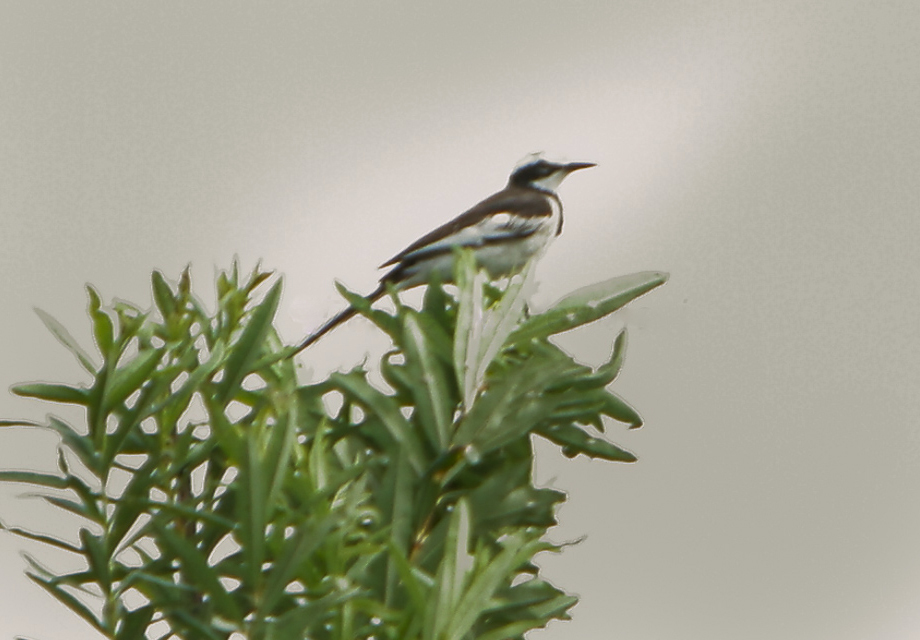
Motacilla samvesnae.
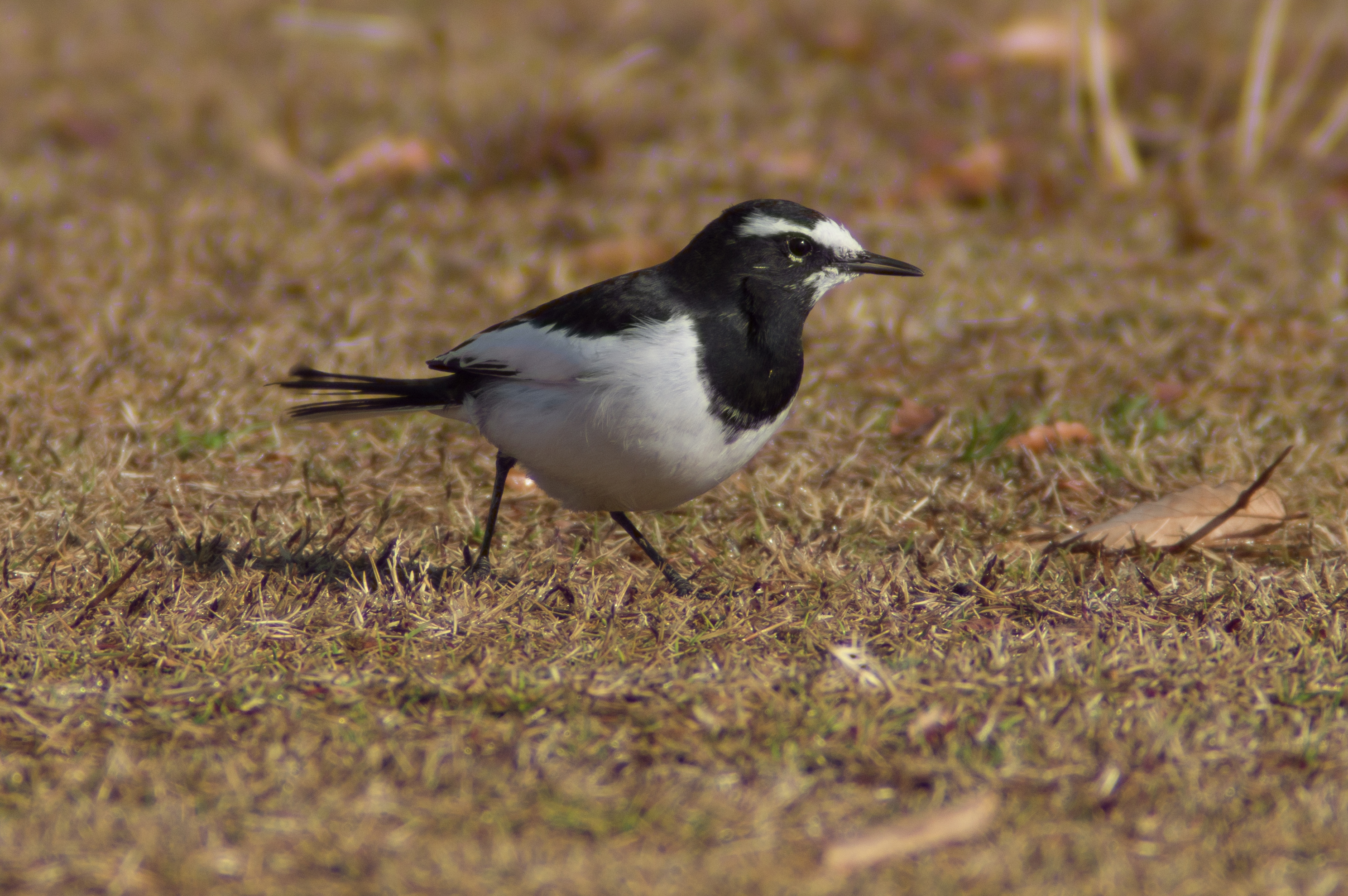
Motacilla grandis.
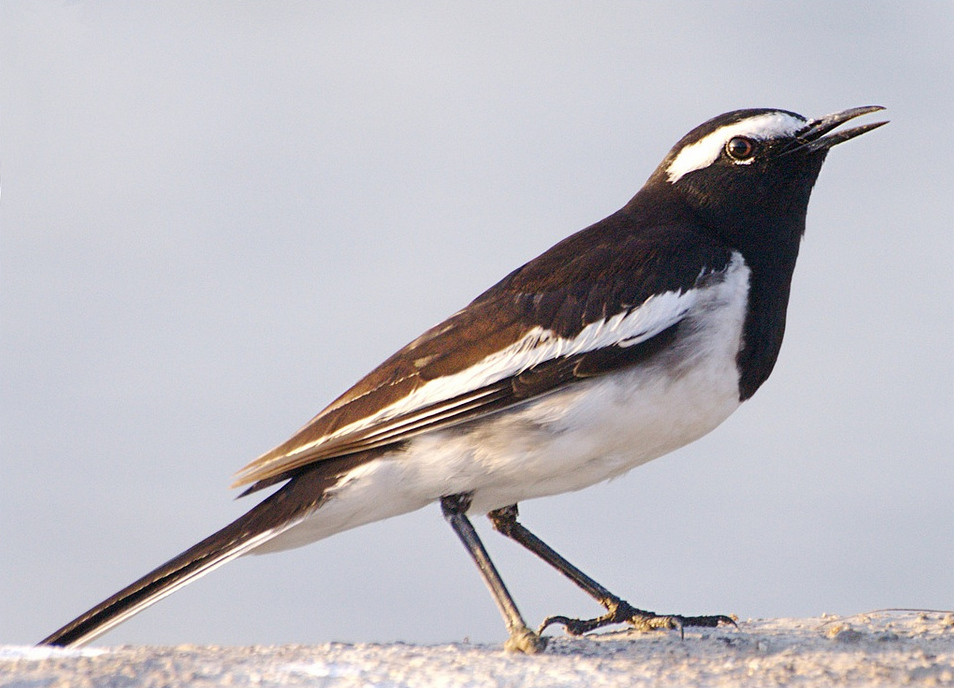
Motacilla maderaspatensis.
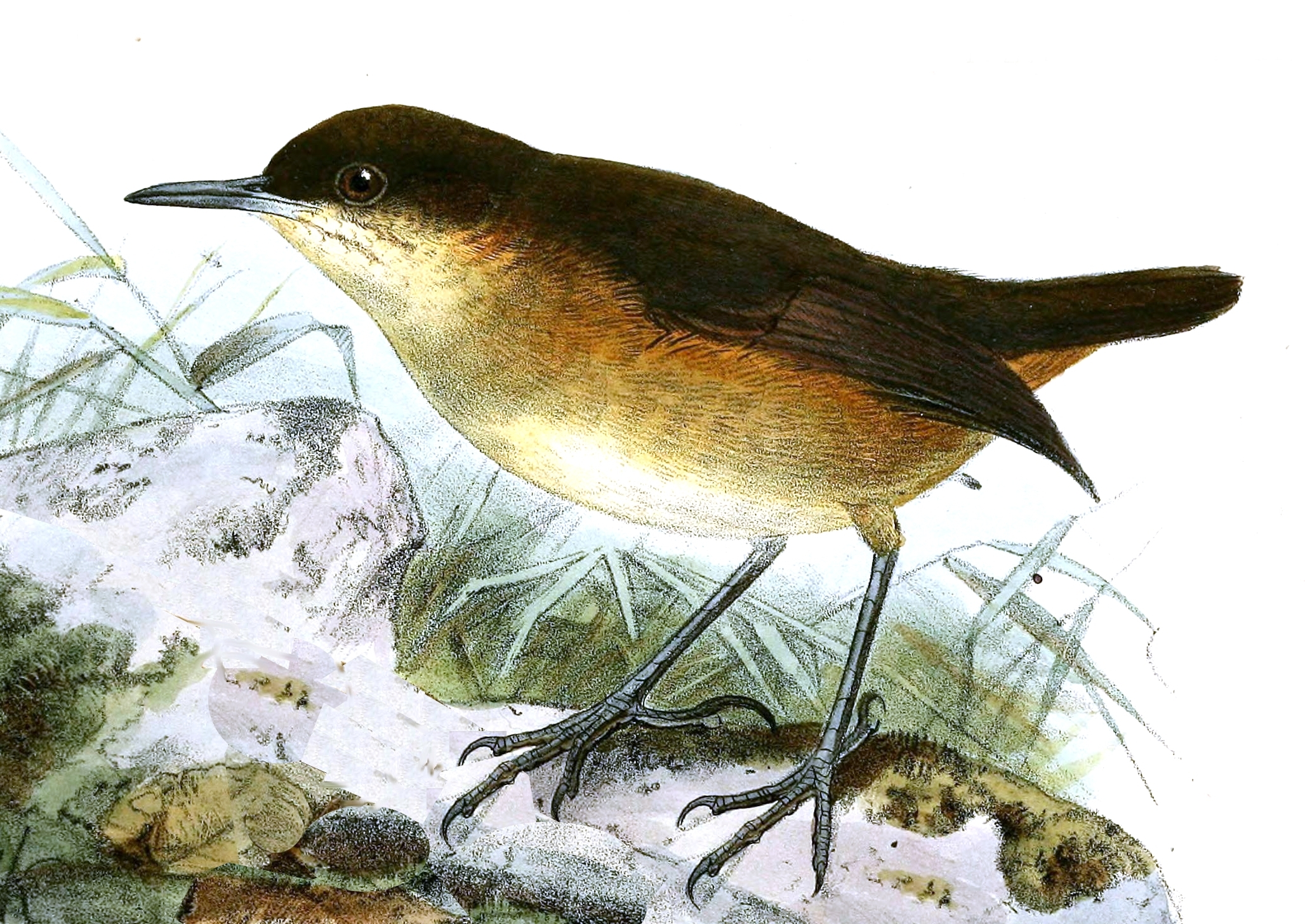
Motacilla bocagii.